# شعاري تكفاه
شعار تكفاه (بالعبرية: שַׁעֲרֵי תִּקְוָה) هي مستوطنة إسرائيلية في الضفة الغربية على ارتفاع 200 متر، تقع شمال شرق روش هاعين وعلى بعد كيلومتر واحد شرق الخط الأخضر بالقرب من القناة، ويتم تنظيمها كمستوطنة مجتمعية ويخضع لسلطة مجلس شومرون الإقليمي، كان عدد سكانها حوالي 6000 اعتبارا من يناير 2017.
يعتبر المجتمع الدولي المستوطنات الإسرائيلية في الضفة الغربية غير قانونية بموجب القانون الدولي، لكن الحكومة الإسرائيلية تعارض ذلك.

## التاريخ
وفقًامعهد الأبحاث التطبيقية - القدس، صادرت إسرائيل أراضي من ثلاث قرى فلسطينية مجاورة لبناء شعاري تكفا:
- تم أخذ الجزء الأكبر من عزون، التي فقدت 2689 دونماً لشعري تكفا وأورانيت.[3]
- 8 دونمات مأخوذة من مسحة.[4]
- 3 دنم من بيت أمين.[5]

تأسست شعاري تكفا عام 1983 بقرار من الحكومة الإسرائيلية، انتقل السكان الأوائل إلى هناك في أبريل 1983، يبلغ عدد سكانها الحالي حوالي 6000 نسمة اعتبارًا من يناير 2017، ويدير المستوطنة لجنة محلية.[بحاجة لمصدر]

## السكان
شعار تكفاه هو مجتمع مختلط من اليهود المتدينين وغير المتدينين، إنه مجتمع مهجع يعمل فيه معظم العاملين في أماكن أخرى.[بحاجة لمصدر]